# Eustaas Schreutel
Eustaas Adelbert Schreutel (Engels: Eustace Clarence Scrubb) is een personage uit De reis van het drakenschip, De zilveren stoel en Het laatste gevecht van De Kronieken van Narnia van C.S. Lewis. Eustaas is het neefje van de Pevensie-kinderen, Peter, Susan, Edmund en Lucy.
Eustaas is eerst een zeer vervelend en verwend joch. Hij is zelfzuchtig, laf, geniepig en achterbaks. Hij laat iedereen merken dat hij veel weet maar zijn kennis beperkt zich tot techniek. Nadat hij onderweg in een draak veranderd is, probeert hij zijn leven te beteren en de leeuw Aslan haalt dan letterlijk uit de draak weer een mens tevoorschijn. Zijn karakter verandert niet echt, maar door zich open te stellen voor vriendschap, avontuur en schoonheid weet hij zijn leven toch op een hoger niveau te brengen.
Lewis gaf Eustaas alle negatieve kanten die hij bij zijn eigen karakter meende te ontwaren. In de tekeningen van Pauline Baynes in de oorspronkelijke Engelse versie (die niet in iedere vertaling zijn opgenomen) heeft Eustaas het uiterlijk van de schrijver toen hij jong was.

## De reis van het drakenschip
Eustaas komt voor het eerst in aanraking met Narnia als hij, samen met Lucy en Edmund, door een schilderij op het schip De Dageraad van koning Caspian belandt. Deze is op zoek naar de vrienden van zijn vader en uiteindelijk naar het einde van de wereld.
Eustaas is zeer ontevreden over zijn reis op De Dageraad, hij vindt het schip te klein, niet luxueus genoeg, en hij mist de moderne techniek zoals radio en radar. En hij is zeeziek. Onderweg zoekt hij met iedereen ruzie, onder andere met Rippertjiep, en is hij iedereen tot een last.
Als hij onderweg op een eiland in een draak verandert, denkt hij er eerst aan hoe geweldig hij nu is, maar later denkt hij eraan dat hij nu is uitgesloten van de mensheid. In plaats van ruzie te zoeken, helpt hij met het repareren van De Dageraad en met het verzamelen van eten. Hij wordt door Aslan 'ontdraakt' en gedraagt zich daarna een stuk beter.
Als ze onderweg door een zeeslang worden aangevallen, slaat hij op de zeeslang los, en breekt daarbij het een na beste zwaard van Caspian. Aan het eind van de reis, als hij, Lucy, Edmund en Rippertjiep van boord moeten, is hij de enige van wie Aslan zegt dat hij terug kan komen in Narnia.
Terug op de aarde, gedraagt hij zich een stuk beter dan voor de reis. Iedereen vindt dat een verbetering, behalve zijn moeder, die vindt dat hij nogal gewoontjes en saai is geworden.

## De zilveren stoel
Hierin zit Eustaas op een school, een niet al te beste school, namelijk, Het Experiment, samen met Jill Pool. Hij ziet haar als ze staat te huilen, nadat ze gepest is. Ze snauwt hem af, maar moet later toegeven dat hij ten positieve is veranderd, vergeleken bij vroeger.
Eustaas vertelt haar over Narnia, en samen vragen ze Aslan om in Narnia te komen. Als ze worden achtervolgd door de pestkoppen van de school, gaan ze een deur in, die een weg tot het Land van Aslan blijkt te zijn. Ze staan eensklaps aan de rand van een berg. Eustaas valt daar vanaf wanneer hij aan Jill zijn bravoure toont en wordt door Aslan naar Narnia geblazen. Jill volgt hem, nadat ze van Alsan vier aanwijzingen gekregen heeft om Rilian te zoeken.
Ze komen aan bij Cair Paravel, waar net Caspian vertrekt voor zijn laatste reis. Eustaas herkent Caspian niet, maar schrikt als hij hoort dat het zijn vriend Caspian is. Na het eten op Cair Paravel gaan ze slapen, maar Glimveer komt hen ophalen om hen naar Puddelglum te brengen.
Ze gaan via de Wilde Landen van het Noorden, naar Harfang, waar ze in een spleet in het Onderland komen. Daar ontmoeten ze Rilian. In een gevecht, waar Eustaas zonder succes aan mee doet, doden ze de Vrouwe met het Groene Gewaad. Op weg naar Narnia ziet Eustaas wel wat in een reisje naar Bisme, waar Jill geen zin in heeft.
Terug in Narnia, ziet hij de boot van Caspian aankomen, en Caspian sterft. In het Land van Aslan, waar Aslan hen heen brengt, huilt hij bij het lijk van Caspian als een man. Hij krijgt dan de opdracht van Aslan om een doorn in Aslans klauw te steken. Daar komt een grote druppel bloed uit, en Caspian komt weer tot leven. Samen met Caspian stelt hij orde op zaken op Het Experiment. Daar begraaft hij zijn kleren uit Narnia.

## Het laatste gevecht
In het laatste deel van de Kronieken komen Eustaas en Jill terug naar Narnia, waar ze meemaken hoe Aslan de zon en de maan tot zich roept en zien hoe Narnia verwoest wordt terwijl zij naar een nog beter Narnia gaan, dat te vergelijken is met de 'nieuwe aarde' uit het Bijbelboek Openbaringen. Hier vertelt Aslan dat Eustaas en Jill in hun eigen wereld zijn omgekomen bij een treinongeluk en dat ze deze keer bij hem mogen blijven.